# Bazylika św. Franciszki Rzymianki w Rzymie
Bazylika św. Franciszki Rzymianki w Rzymie (wł. Basilica di Santa Francesca Romana), wcześniej Santa Maria Nova – rzymskokatolicki kościół tytularny w Rzymie. Kościół Santa Maria Nova został zbudowany na ruinach starożytnej świątyni Wenus i Romy.
Świątynia ta jest kościołem rektoralnym parafii San Marco Evangelista al Campidoglio oraz kościołem tytularnym, mającym również rangę bazyliki mniejszej.

## Lokalizacja
Kościół znajduje się w X Rione Rzymu – Campitelli przy Piazza di Santa Francesca Romana 4. Bazylika zlokalizowana jest przy Forum Romanum.

## Patronka
Patronką świątyni jest św. Franciszka Rzymianka – włoska arystokratka, mistyczka, założycielka Oblatek Benedyktynek z Góry Oliwnej żyjąca w XIV/XV wieku.

## Historia

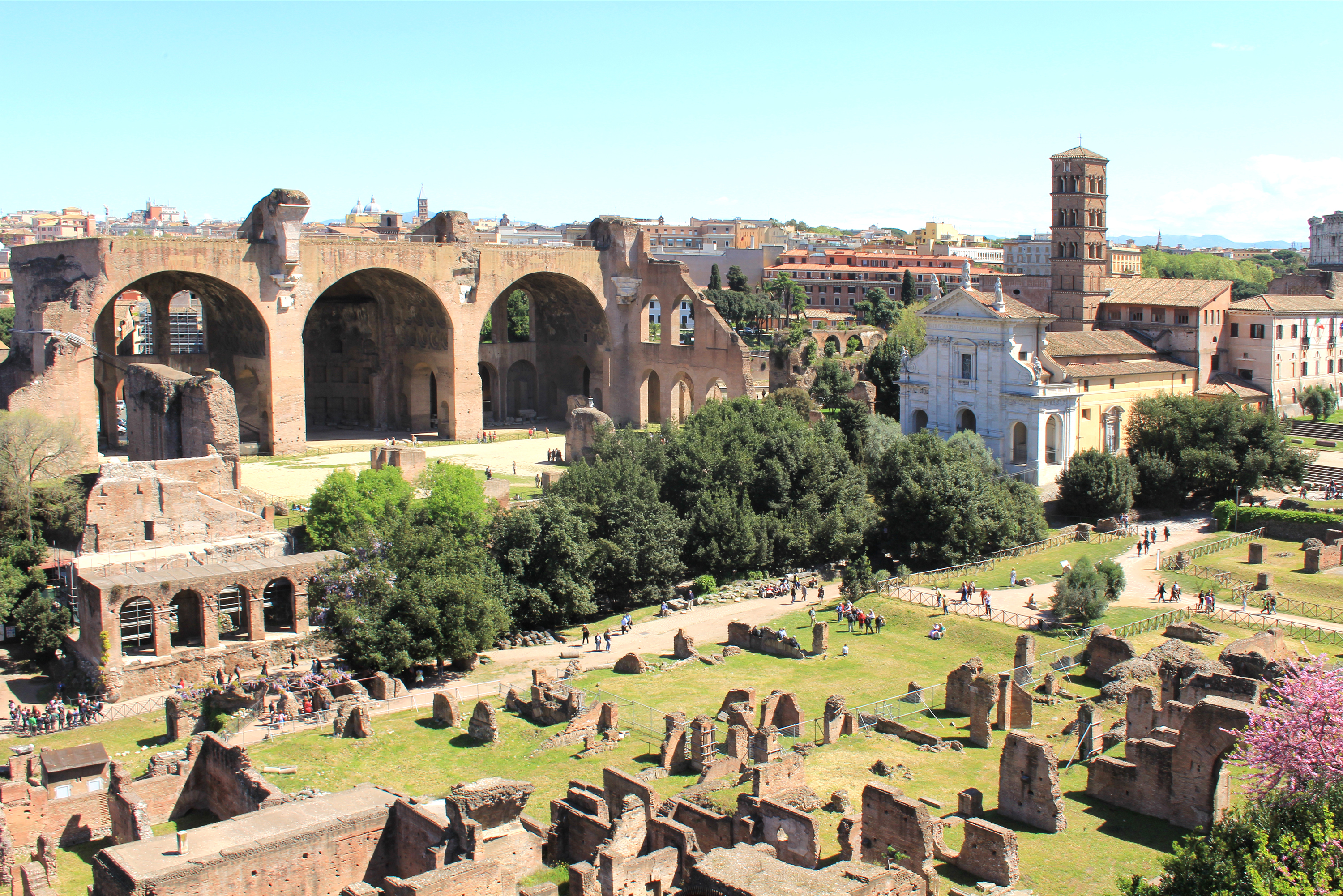
Widok z Palatynu na Forum Romanum i bazylikę św. Franciszki Rzymianki

W połowie VIII wieku, za pontyfikatu papieża Pawła I na ruinach świątyni Wenus i Romy (prawdopodobnie w okolicy zachodniego wejścia na teren świątyni) wzniesiono oratorium św. Piotra i Pawła (oratorium to jest obecnie nawą współczesnego kościoła) W połowie IX wieku pobliski kościół Santa Maria Antiqua popadł w ruinę (prawdopodobnie w wyniku trzęsienia ziemi w 847 roku), w związku z tym papież Leon IV przekazał prawa i obowiązki związane ze starym kościołem oratorium św. Piotra i Pawła (jednak bez zmiany nazwy oratorium). Za papieża Grzegorza V  stary tytuł Santa Maria Antiqua został ostatecznie przeniesiony na oratorium św. Piotra i Pawła, które odtąd było znane jako Santa Maria Nova. Również za pontyfikatu tego papieża do kościoła zostały przeniesione z podmiejskich katakumb relikwie kilku męczenników. Dawna kaplica została przebudowana na kościół między 847 a 996 rokiem.
Kompleks został przekazany kanonikom regularnym Kongregacji św. Frygidiana z Lukki ok. 1140. Pozostawali oni w jego posiadaniu do 1352, gdy przekazano go benedyktynom z Kongregacji Monte Oliveto (oliwetów).
Za papieża Aleksandra III przeprowadzono renowację kościoła i wybudowano dzwonnicę. Kościół został ponownie konsekrowany w 1161 roku.
W 1352 roku przy kościele założono klasztor oliwetów. W bazylice została pochowana Franciszka Rzymianka, której kanonizacja w 1609 roku dała impuls do przebudowy świątyni. W 1615 roku dodano nową fasadę projektu Carlo Lombardi, który również nadzorował przebudowę wnętrza. Dodano również drewniany sufit oraz zbudowano konfesję, w której w 1638 roku umieszczono relikwie św. Franciszki Rzymianki. W rezultacie kościół uzyskał nową dedykację. Konfesja została przemodelowana w 1858 roku W 1873 roku rząd włoski zlikwidował klasztor oliwetanów istniejący przy bazylice

## Architektura i sztuka

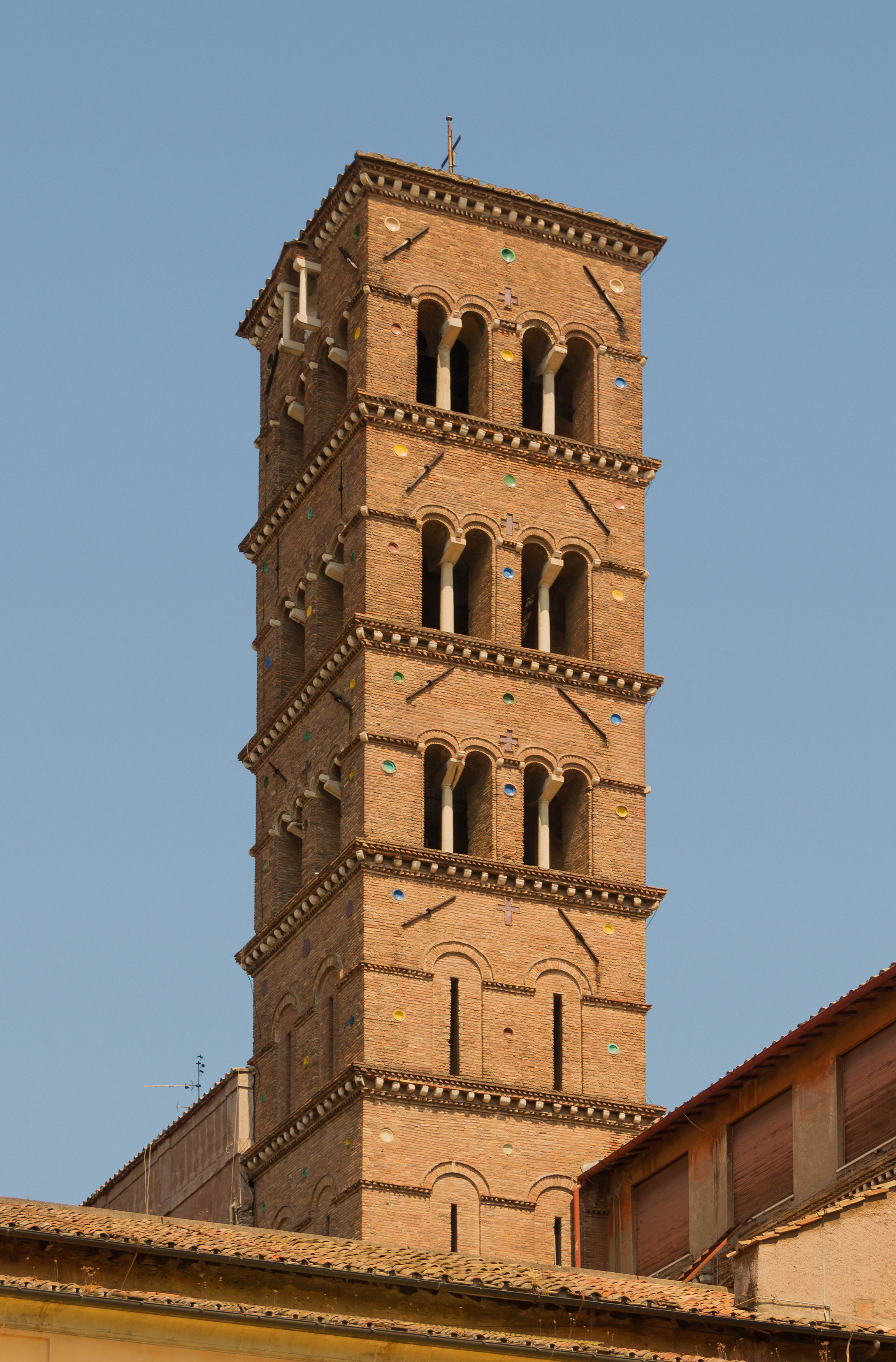
Dzwonnica bazyliki

Wysoka romańska dzwonnica znajduje się po lewej stronie kościoła, tuż przy ołtarzu głównym. Została zbudowana z cegły, ma pięć kondygnacji powyżej linii dachu, oddzielonych od siebie wystającymi gzymsami.
W muszli apsydy znajduje się mozaika przedstawiająca Matkę Bożą z Dzieciątkiem między apostołami Jakubem, Janem, Piotrem i Andrzejem, jest ona datowana na prawdopodobnie 1161 rok.
Podłoga nawy zachowuje fragmenty arte cosmatesca z 1216 roku, ale w większości została ponownie ułożona podczas renowacji w 1953 roku.
Kaplice boczne
Pierwsza kaplica po prawej stronie poświęcona jest Ukrzyżowaniu. Ołtarz Kalwarii jest anonimowy, ale obrazy na ścianach bocznych są autorstwa Giuseppe Marii Crespi.
Druga kaplica po prawej stronie poświęcona jest św. Benedyktowi. Ołtarz przedstawia św. Benedykta ze św. Henrykiem cesarzem i Franciszką Rzymianką, obraz jest dziełem Augusto Orlandi z 1937 roku. Malowidła na ścianach bocznych są anonimowe: po lewej nauczający św. Bernard Tolomei (XVII w.), po prawej św. Bernard Tolomei wykonuje egzorcyzm (XVI w.).
Trzecia kaplica po prawej stronie poświęcona jest św. Franciszce Rzymiance. Została ona odnowiona w 1729 roku. Obraz na ołtarzu przedstawiający świętą jest anonimowy.
Pierwsza kaplica po lewej stronie poświęcona jest Bożemu Narodzeniu, obraz w ołtarz jest kopią dzieła Carlo Maratty. Dwa obrazy na ścianach bocznych przypisuje się Domenico Maria Canuti i przedstawiają św. Bernarda Tolomei.
Druga kaplica po lewej stronie poświęcona jest papieżowi św. Grzegorzowi Wielkiemu. Wizerunek świętego jest autorstwa Angelo Caroselli.
Trzecia kaplica po lewej stronie poświęcona jest Matce Bożej Bolesnej. Dawniej była w niej marmurowa Pietà, która jednak została sprzedana i obecnie jest w Niemczech. Na ołtarzu obecnie znajduje się wizerunek św. Emidiusza.
Czwarta kaplica po lewej stronie poświęcona jest św. Bernardowi Tolomei. Ołtarz Giuseppe Pirovaniego przedstawia św. Bernarda Tolomei na łożu śmierci podczas zarazy w Sienie.

## Kardynałowie
Bazylika św. Franciszki Rzymianki jest jednym z kościołów tytularnych nadawanych kardynałom-prezbiterom (Titulus Sanctae Mariae Novae). Tytuł S. Mariae Novae wcześniej był nadawany kardynałom-diakonom i został zlikwidowany 8 sierpnia 1661 roku. Tytuł ponownie ustanowił, tym razem jako tytuł prezbiterialny, papież Leon XIII 17 marca 1887 roku

### Kardynałowie diakoni
- Teobald Boccapecus (ok. 1109-1123)
- Aymeric de la Chatre (1123-1141)
- Giovanni Caccianemici CanReg (1143-1152)
- Girolamo CanReg (1166-1167)
  - Lanfredo[a] (1164-1167)
- Matteo CanReg (1178-1182)
- Albino CanReg (1182-1185)
- Bernardo CanReg (1188-1193)
- Pietro Valeriano Duraguerra (1295-1302)
- Raymond de Got (1305-1310)
- Raymond Guillaume des Farges (1310-1346)
- Pierre Roger de Beaufort (1348-1370)
- Ludovico Capice (1378-1380)
- Amadeo di Saluzzo[b] (1383-1419)
- Marino Bulcani (1385-1394)
- Jacopo del Torso (1408-1414)
- Giacomo Isolani (1419-1431)
- vacat (1431-1440)
- Pietro Barbo (1440-1451)
- vacat (1451-1462)
- Francesco Gonzaga (1462-1483)
- Giovanni Battista Orsini (1492?-1493)
- Cezar Borgia (1493-1498)
- Raymond Pérault OSA, kardynał prezbiter (1499-1505)
- Francisco Lloris y de Borja (1505-1506)
- Sigismondo Gonzaga (1506-1525)
- Ercole Gonzaga, kardynał diakon (1527-1556), kardynał prezbiter (1556-1563)
- Federico Gonzaga (1563-1565)
- Ippolito d’Este, kardynał prezbiter (1565-1572)
- Filippo Vastavillani (1574-1577)
- Andreas von Österreich (1577-1600)
- Alessandro d’Este (1600-1621)
- Maurycy Sabaudzki (1621)
- Ippolito Aldobrandini (1621-1626)
- Marzio Ginetti (1627-1634)
- vacat (1634-1642)
- Giulio Gabrielli (1642)
- Virginio Orsini OBE (1642-1644)
- Rinaldo d’Este (1644-1644)
- Giancarlo de’ Medici (1645-1656)

### Kardynałowie prezbiterzy
- Charles-Philippe Place (1887-1893)
- Léon-Benoît-Charles Thomas (1893-1894)
- Joseph-Chrétien-Ernest Bourret (1894-1896)
- vacat (1896-1898)
- Guillaume-Marie-Joseph Labouré (1898-1906)
- Louis-Henri Luçon (1907-1930)
- Francesco Marchetti Selvaggiani (1930-1936)
- Enrico Sibilia (1936-1939)
- Adam Stefan Sapieha (1946-1951)
- Joseph Wendel (1953-1960)
- Luis Concha Córdoba (1961-1975)
- Emmanuel Nsubuga (1976-1991)
- Angelo Sodano (1991-1994), in commendam (1994-2022)
- Péter Erdő (2023-)